# Adiantum reptans
Adiantum reptans är en kantbräkenväxtart som beskrevs av A. Rojas. Adiantum reptans ingår i släktet Adiantum och familjen Pteridaceae. Inga underarter finns listade.